# Mariawaterpoortje

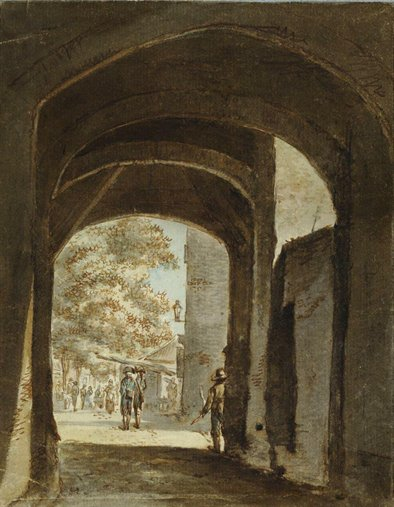
18e-eeuws gezicht door het Mariawaterpoortje op de Mariaplaats.

Het Mariawaterpoortje of de Mariawaterpoort was een poort in de stadsmuur van de Nederlandse stad Utrecht.
De poort is rond 1616 in de reeds bestaande stadsmuur aangebracht ter hoogte van de toenmalige Mariakerk op de Mariaplaats in het kader van de uitbreiding van het marktgebied. Met de aanleg van de poort ontstond een directe aansluiting tussen de Stadsbuitengracht en de Mariaplaats waarbij de handelswaren via een kade geladen en gelost konden worden. Daarnaast is de kermis (gaandeweg) terechtgekomen op de Mariaplaats. De poort kwam dan ook wel bekend te staan als het Kermiswaterpoortje. De poort was overigens niet voorzien van een brug over de gracht, wel kwam er een overhaalschuitje.
In de 19e eeuw vond de grootschalige sloop plaats van de oude verdedigingswerken zoals de stadsmuur.